# إريك بلاكني
اريك بلاكني (بالإنجليزية: Eric Blakeney)‏ هو كاتب سيناريو ومخرج أمريكي، ولد في 14 سبتمبر 1959 في ذا برونكس في الولايات المتحدة.

## وصلات خارجية
- إريك بلاكني على موقع IMDb (الإنجليزية)
- إريك بلاكني على موقع ألو سيني (الفرنسية)
- إريك بلاكني على موقع أول موفي (الإنجليزية)
- إريك بلاكني على موقع قاعدة بيانات الأفلام السويدية (السويدية)
- إريك بلاكني على موقع قاعدة بيانات الفيلم (الإنجليزية)
- إريك بلاكني على موقع كينوبويسك (الروسية)